# ブリックパック

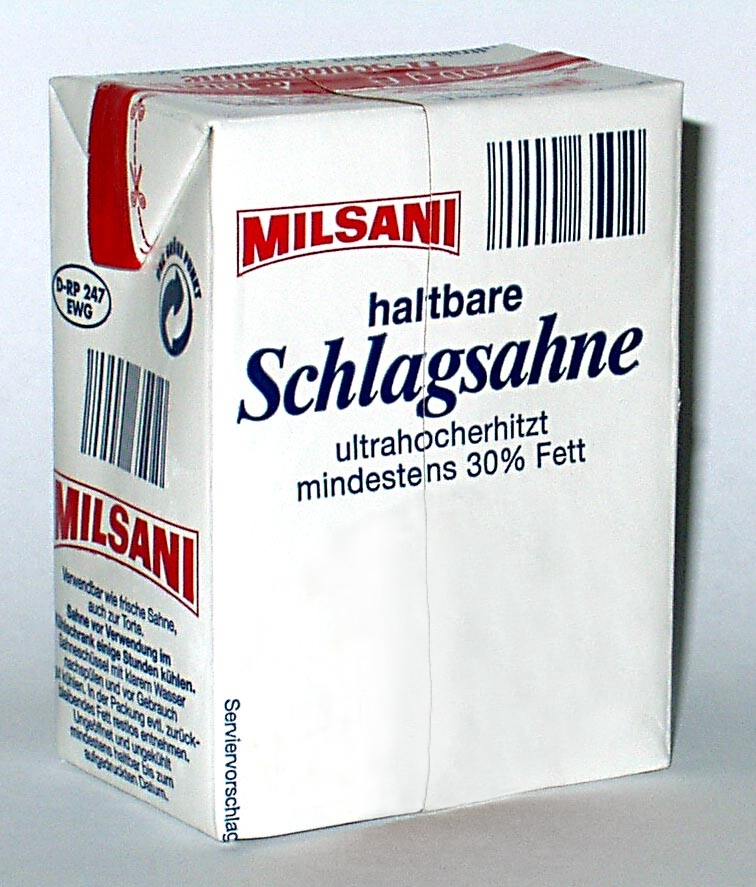
ドイツ語が書かれた食品用ブリックパック。スイス・SIGコンビブロック製造、ドイツ・テオ・ミュラー社のホイップクリーム。

ブリックパック（英語: brick pack）とは、“煉瓦状の包装物”の意味で、一枚の紙を直方体に折り曲げて成形された箱型紙容器のこと。厚手の紙にポリエチレンフィルムでラミネートすることで防水性を持たせた耐水紙を折り曲げて直方体とし、重なる部分を接着して箱型の容器としたものである。基本的に一枚の紙で構成されており、接着部分を剥がして折線を元に戻せば立方体の展開図としての一枚の長方形となる。この構造ゆえ、軽量・低コスト・省資源にもかかわらずある程度の耐久性のある容器とすることができ、使用後は開いて畳むことで容積を減らすことができる。
ポリエチレンの他にアルミ箔を容器内面側に用いたものもあり、ある程度の長期保存がなされるものや、光や温度の変化に弱いものを内容物とする場合に用いられている。
日本では「ブリックパック」は株式会社明治（旧・明治乳業）の登録商標（日本第2692744号）であるため、同社の製品以外には許可なく使用できず、そのため一般名詞的に「紙パック（かみ－パック）」という呼称・表記が使われている例が多い。

## 用途
牛乳を始めとして飲料を販売するための使い捨て容器としてよく用いられる。牛乳のほか、食用油や日本酒、ワインといったアルコール類の販売容器としても使われ、後者には内面アルミ箔のタイプが使われていることが通例である。
家庭用の他、業務用食品のパッケージとしては、ゼリーや羊羹といった半生食品の容器としても用いられ、家庭向けでも豆腐のパッケージとして使われているものがある。
変わったところでは、アメリカでは22口径の小型拳銃弾がブリックパック方式の包装容器の中に詰められて販売されている。

## 歴史
1962年にドイツのPKL社（Papier- und Klebstoffwerke Linnich）が開発した耐水性箱型紙容器の商品名「blocpak」（ドイツ語: block paket の略、積木状の容器の意味）に由来する。
「blocpak」は1930年にギュンターマイヤー・ヤーゲンベルク（Günter Meyer-Jagenberg）が特許を取得した耐水性紙容器「perga」の技術に基づき、積み重ねし易く改良したもの。後に開発された無菌充填システム「combibloc」と併せてPKL社の主力商品となった。
PKL社は1989年にスイスのSchweizerische Industrie Gesellschaft社 (SIG) によって買収された。